# ۱۱۱۴ (قمری)
۱۱۱۴ (قمری)، هزار و صد و چهاردهمین سال در گاهشماری هجری قمری است. اول محرم این سال برابر با بیست و هشتم مه سال ۱۷۰۲ میلادی است.